# 德川家慶
德川家慶（日语：／ Tokugawa Ieyoshi；1793年6月22日—1853年7月27日），日本江戶幕府第十二代征夷大將軍，1837年—1853年在位。父親是第十一代將軍德川家齊，母親是側室堀田氏（本是旗本押田氏）從二位香琳院於樂御方（於樂之方），是次子，不過由於兄長早夭，得以繼承將軍。正室是有棲川宮織仁親王的女兒樂宮喬子女王，側室約七人。與正側室之間生有德川家定、德川慶昌等十四男十六女，不過，能長大成人的只有家定。乳名敏次郎。

## 生涯
寬政五年五月十四日（1793年6月22日），德川家慶出生於江戶城，是第十一代將軍德川家齊的次子，母親是側室於樂之方。文化六年（1809年）迎娶有栖川宮織仁親王八女樂宮喬子女王為妻。天保八年（1837年），家慶的父親德川家齊將將軍之位讓給了家慶，家慶成為第十二代將軍，而此時的家慶也已四十六歲。不過，身為大御所的家齊仍舊握有強大的權力。天保十二年（1841年）家齊去世，享年六十九歲。家齊死後，家慶重用老中首席水野忠邦，並且進行天保改革。
忠邦為了重建幕府財政，提出諸項改革。但是，忠邦為了徹底取締奢侈，所採用的緊縮財政政策並不受到支持。後來，忠邦為了統一言論，打壓高野長英和渡邊華山等開明的學者（蠻社之獄）。
天保十四年（1843年），幕府發布把江戶和大阪週邊的大名以及旗本，所領的幕府直轄領地編入作為目的的「上知令」，不過受到猛烈的批評，翌年，幕府撤回命令，不久之後忠邦遭到免職，天保改革因而受挫。
後來，家慶將政治委託土井利位，阿部正弘，筒井政憲等人管理，並且讓水戶德川家德川齊昭的七子，過繼給一橋德川家，改名一橋慶喜（德川慶喜），成為將軍繼任候選。可是，後來由於阿部正弘的影響，繼承人決定是家慶的四子德川家定。
嘉永六年閏六月二十二日（1853年7月27日），美國的馬休·佩里提督順領四艘軍艦出現在浦賀海面（黑船事件）。此時德川家慶在阿部正弘等幕閣商議對策時病逝，享壽六十歲，安葬於增上寺，追贈正一位太政大臣，法號“慎德院”。
家慶是個活在自己愛好裡的將軍，對於政治沒有很大的興趣。因此在大名之間的評價很差，一般認為家慶十分的愚昧。
墓地：東京都港區的三緣山廣度院增上寺  法名:慎德院殿天蓮社順譽道仁大居士。

## 官職位階履歷
- 寬政九年（1797年）三月一日，任從二位權大納言。元服，改名為家慶。
- 文化十三年（1816年）兼任右近衛大將
- 文政五年（1822年）任正二位內大臣兼右近衛大將
- 文政十年（1827年）任從一位
- 天保八年（1837年）任左大臣兼左近衛大將。征夷大將軍，源氏長者宣下。
- 嘉永六年（1853年）逝世。贈正一位太政大臣。

## 家系
- 父：德川家齊
- 母：香琳院於樂之方（押田敏勝女）
- 妻妾
  - 正室（御台所）：淨觀院 樂宮喬子女王(1795-1840)
  - 側室
    - 清涼院 於久之方(?-1847)（押田氏，押田勝長女）
    - 妙華院 於加久之方(?-1826)（太田氏，太田資寧女）
    - 本壽院 於美津之方（跡部氏，跡部正賢女）
    - 於波奈之方（菅谷氏，菅谷政德女）
    - 殊妙院 於筆之方(?-1844)（稻生氏，稻生正方）
    - 見光院 於金之方(?-1843)（竹本氏）
    - 妙音院 於琴之方（水野氏，水野忠啟女，杉重明養女）
    - 秋月院 於津由之方
- 子女
  - 長子：竹千代（1813年～1814年），早夭，母樂宮喬子女王
  - 長女：達姬（1814年～1818年），早夭，母於久之方
  - 次女：儔姬（1815年），早夭，母樂宮喬子女王
  - 三女：最玄院（1816年），早夭，母樂宮喬子女王
  - 次子：嘉千代（1819年～1820年），早夭，母於久之方
  - 三子：元常院（1822年），早夭，母於加久之方
  - 四子：家定（1824年～1858年），母於美津之方
  - 四女：米姬（1824年～1829年），早夭，母於波奈之方
  - 五子：慶昌（1825年～1838年），早逝，母於久之方，一橋德川家第六代當主
  - 五女：咸姬（1826年），早夭，母於加久之方
  - 六子：春之丞（1826年～1827年），早夭，母於美津之方
  - 六女：暉姬（1826年～1840年），早逝，母於波奈之方，德川慶賴室
  - 七子：悅五郎（1828年～1829年），早夭，母於美津之方
  - 八子：直丸（1829年～1830年），早夭，母於筆之方
  - 九子：銀之丞（1832年～1833年），早夭，母於筆之方
  - 七女：里姬（1833年～1834年），早夭，母於金之方
  - 八女：千惠姬（1835年～1836年），早夭，母於筆之方
  - 九女：吉姬（1836年～1837年），早夭，母於金之方
  - 十子：龜五郎（1838年～1839年），早夭，母於筆之方
  - 十女：萬釵姬（1839年～1840年），早夭，母於金之方
  - 十一女：若姬（1842年～1843年），早夭，母於筆之方
  - 十一子：照耀院（1843年），早夭，母於金之方
  - 十二女：鐐姬（1844年～1845年），早夭，母於琴之方
  - 十二子：田鶴若（1845年～1846年），早夭，母於琴之方
  - 十三女：鋪姬（1848年），早夭，母於琴之方
  - 十三子：齊信院（1849年），早夭，母不詳
  - 十四子：長吉郎（1852年～1853年），早夭，母於琴之方
- 養女
  - 精姬（1825年～1913年）-有棲川宮韶仁親王女，有馬賴咸室
  - 線姬（1835年～1856年）-有棲川宮幟仁親王女，德川慶篤室

| 德川家慶                           |                                                     |                                    |
| 官衔                               |                                                     |                                    |
| 空缺上一位持有相同頭銜者：德川家齊 | 內大臣 （武家官位） 1822年3月28日－1837年9月4日     | 空缺下一位持有相同頭銜者：德川家定 |
| 空缺上一位持有相同頭銜者：德川家齊 | 左大臣 （武家官位） 1837年9月4日－1853年7月27日     | 廢除武家官位制度                   |
| 军职                               |                                                     |                                    |
| 空缺上一位持有相同頭銜者：德川家齊 | 右近衛大將 （武家官位） 1816年4月8日－1837年9月4日  | 繼任： 德川家定                    |
| 空缺上一位持有相同頭銜者：德川家齊 | 左近衛大將 （武家官位） 1837年9月4日－1853年7月27日 | 廢除武家官位制度                   |
| 前任： 德川家齊                    | 征夷大將軍 1837年9月4日－1853年7月27日              | 繼任： 德川家定                    |
| 貴族爵位和頭銜                     |                                                     |                                    |
| 前任： 德川家齊                    | 德川將軍家第12代當主 1837年－1853年                 | 繼任： 德川家定                    |
| 前任： 德川家齊                    | 源氏長者 1837年－1853年                             | 繼任： 德川家定                    |